# 협성마리나 G7
협성마리나 G7(Hypseong Marina G7)은 대한민국 부산광역시 동구 초량동 부산항(북항) 재개발단지 D-1블럭에 위치한 마천루이자 생활숙박시설 단지이다. 총 2개 동으로 구성되어 있고 층수는 지상 61층, 지하 4층, 210m의 높이로 부산항에서 가장 높은 레지던스이다. 최고 61층, 210m의 높이로 부산항에서 가장 높은 레지던스이다. 2017년에 착공하여 2021년에 완공하였다. 아파트, 옥상공원, 판매시설 등으로 구성된다.

## 역사
간척이 다 진행된 2016년에는 개발이 가능하다. 협성이 북항에 건물을 짓는다고 한다. 2017년 3월 30일에 협성마리나 G7 기공식이 열렸다. A동의 분양이 완료되었고 착공하고 2020년에 B동의 분양이 완료되었고 2021년에 완공되었고 5월에 개장했다.

## 높이
최고 층수 61층, 지하 4층이고 210m의 높이로 구성된 총 2개 동의 건물이다. 북항 재개발 구역에 높은 초고층 건물인 생활숙박시설을 짓는 것이다. 2021년 높이 200m가 넘는 건물인 생활숙박시설이 완공된 후 높은 초고층 건물을 자랑한다.

## 특징
아파트도 아닌 오피스텔도 아닌 생활숙박시설과 레지던스 호텔은 개장 후 926실 중 1실만 예약이 가능하며 식당에도 레스토랑이 들어섰다. 총 926실 중 463실을 분양한다. 설계디자인은 바다와 조화되는 부산항의 경관환경을 조성할 수 있는 파도의 역동성을 모티브로 입체감 있게 설계된 외관 디자인은 활동적이고 역동적인 부산 북항의 이미지를 잘 표현하고 있다. 북항의 아름다운 경관과 최첨단 특화 시스템, One-Stop으로 누리는 복합 문화쇼핑공간 등 일상이 특별한 삶을 제공한다.
마리나 G7의 브랜드를 소개하면 부산의 미래가치가 한눈에 펼쳐지는 워터프론트 복합도시다. 글로벌 7은 글로벌 역사, 글로벌 관문, 글로벌 문화, 글로벌 랜드마크, 글로벌 비지니스, 글로벌 친환경, 글로벌 커뮤니티이다. 그레이트 7은 프라이트 마크, 소셜 네트워크, 호텔식 서비스, 명품전망, 원스톱 라이프, 원도심 네트워크, 안전이다.
시스템은 스마트 시스템, 에코 시스템, 시큐리티 시스템이다. 내진 및 재난대비가 설계되었는데 최대 지진에 대비한 내진설계(진도 7.5기준), 지반조건에 상응하는 지반운동기록에 따른 7개 지진파에 대한 안전성 확인, 건축물 구조의 횡력저항시스템에 대한 안전성 평가(풍압, 풍력)다.
판매시설에는 쇼핑, 뷰티, 카페, 레스토랑 등 원스톱으로 누리는 글로벌 복합 문화쇼핑공간이 들어서고 주민공동시설에는 글로벌 리더들이 라이프 스타일을 만드는 멤버쉽이다. 레지던스는 세상이 올려다 보는 글로벌 레지던스다.

## 내부 시설
주민공동시설에는 로비 라운지 시설, 사우나, 독서실, 휘트니스 센터, 카페테리아 등이 들어섰다.

### A동
| 층수                | 시설 |
| ------------------- | --- |
| 43층 ~ 61층         | 생활숙박시설 |
| 41층 ~ 42층         | 피난안전구역 |
| 23층 ~ 40층         | 생활숙박시설 |
| 21층 ~ 22층         | 피난안전구역 |
| 6층 ~ 20층          | 생활숙박시설 |
| 5층                 | 주민공동시설, 옥상정원                                                                                               |
| 4층                 | 주민공동시설(로비·라운지, 비지니스 공간, 오피스, 창고, 세미나실 I, 세미나실 II, 비지니스센터, 독서실, 카페테리아 등) |
| 2층 ~ 3층           | 판매시설 |
| 1층                 | 로비, 판매시설 |
| 지하 4층 ~ 지하 1층 | 지하주차장 |

### B동
| 층수                | 시설                                                             |
| ------------------- | ---------------------------------------------------------------- |
| 43층 ~ 61층         | 생활숙박시설                                                     |
| 41층 ~ 42층         | 피난안전구역                                                     |
| 23층 ~ 40층         | 생활숙박시설                                                     |
| 21층 ~ 22층         | 피난안전구역                                                     |
| 6층 ~ 20층          | 생활숙박시설                                                     |
| 5층                 | 주민공동시설, 옥상정원                                           |
| 4층                 | 주민공동시설(로비·라운지, GX룸, 피트니스센터, 사우나, 수영장 등) |
| 2층 ~ 3층           | 판매시설                                                         |
| 1층                 | 로비, 판매시설                                                   |
| 지하 4층 ~ 지하 1층 | 지하주차장, 스크린 골프장(지하 1층)                              |

## 추락 사고
2019년 7월 9일 공사현장에서 근로자 A(56)씨가 추락하였다.

## 갤러리

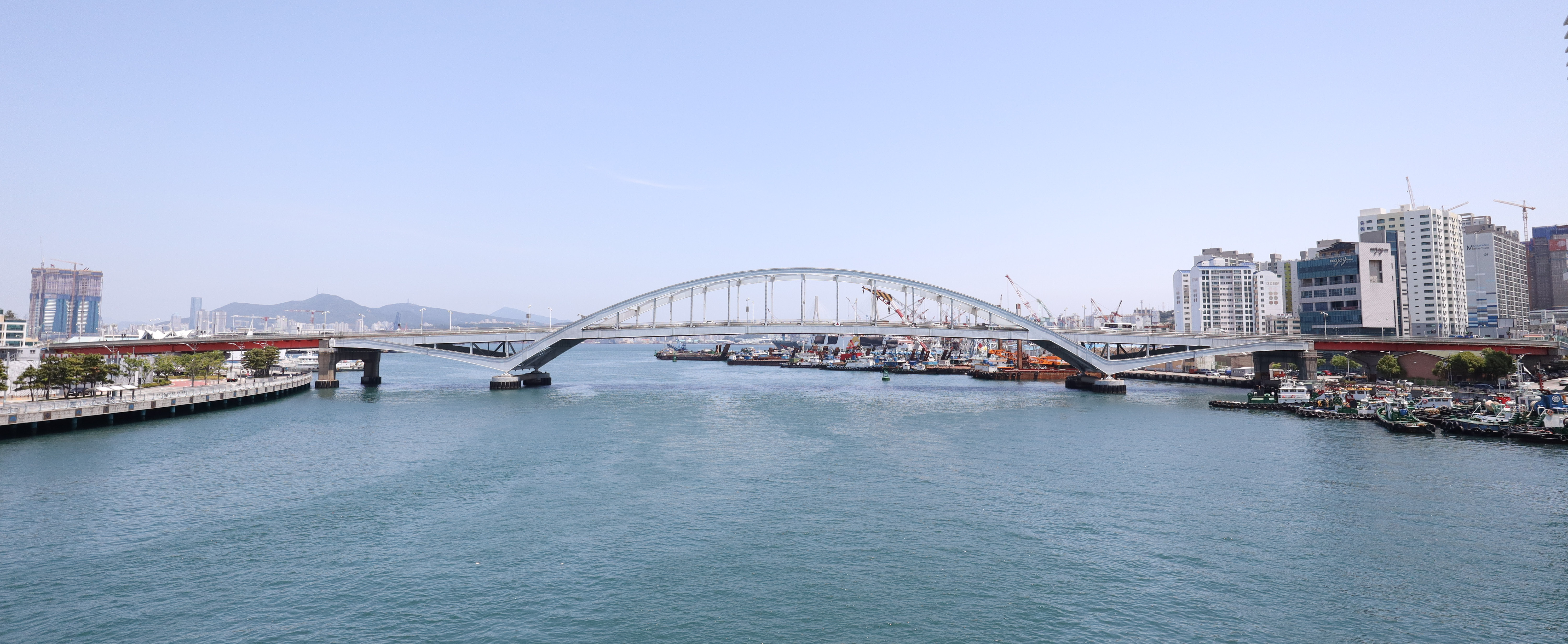
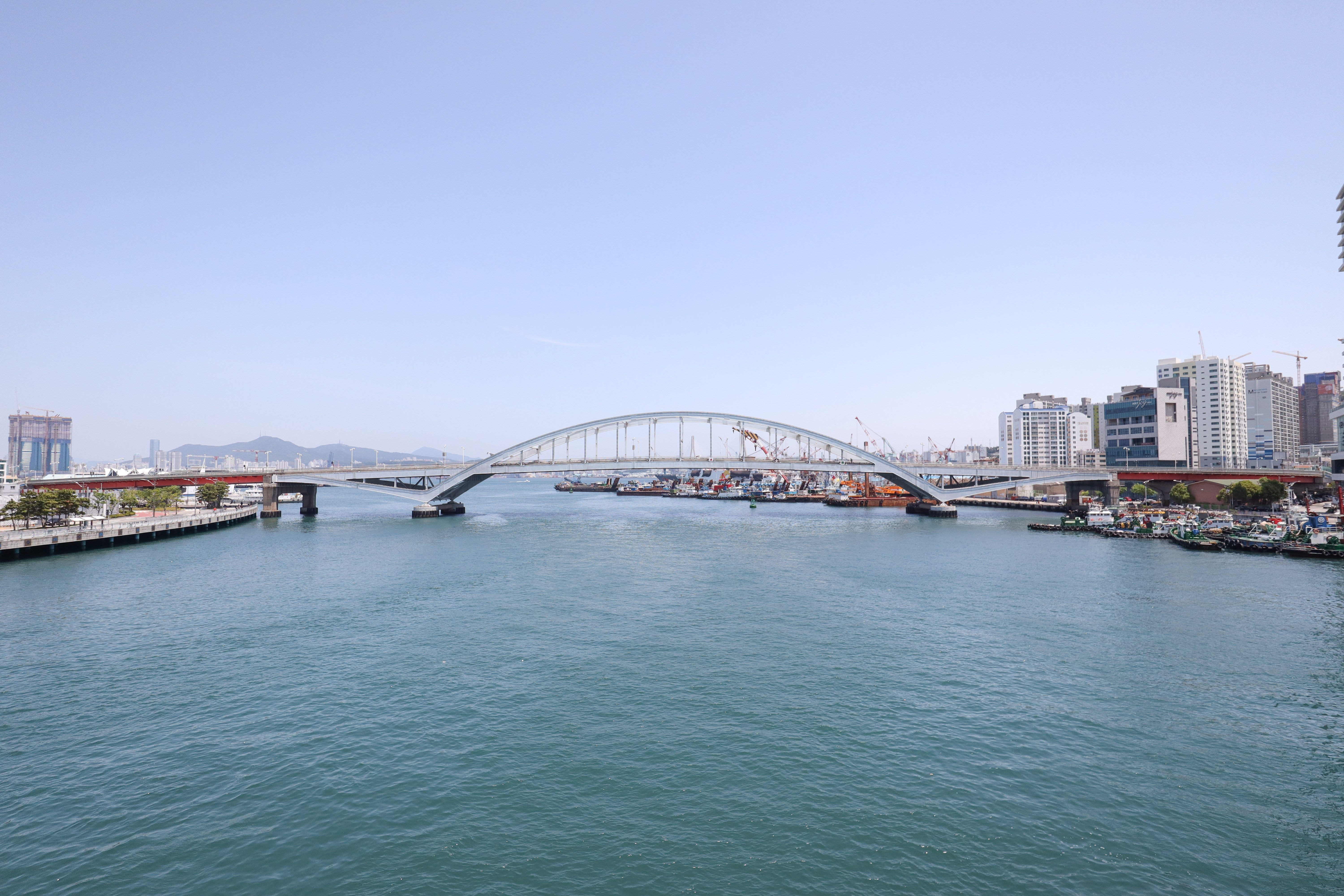
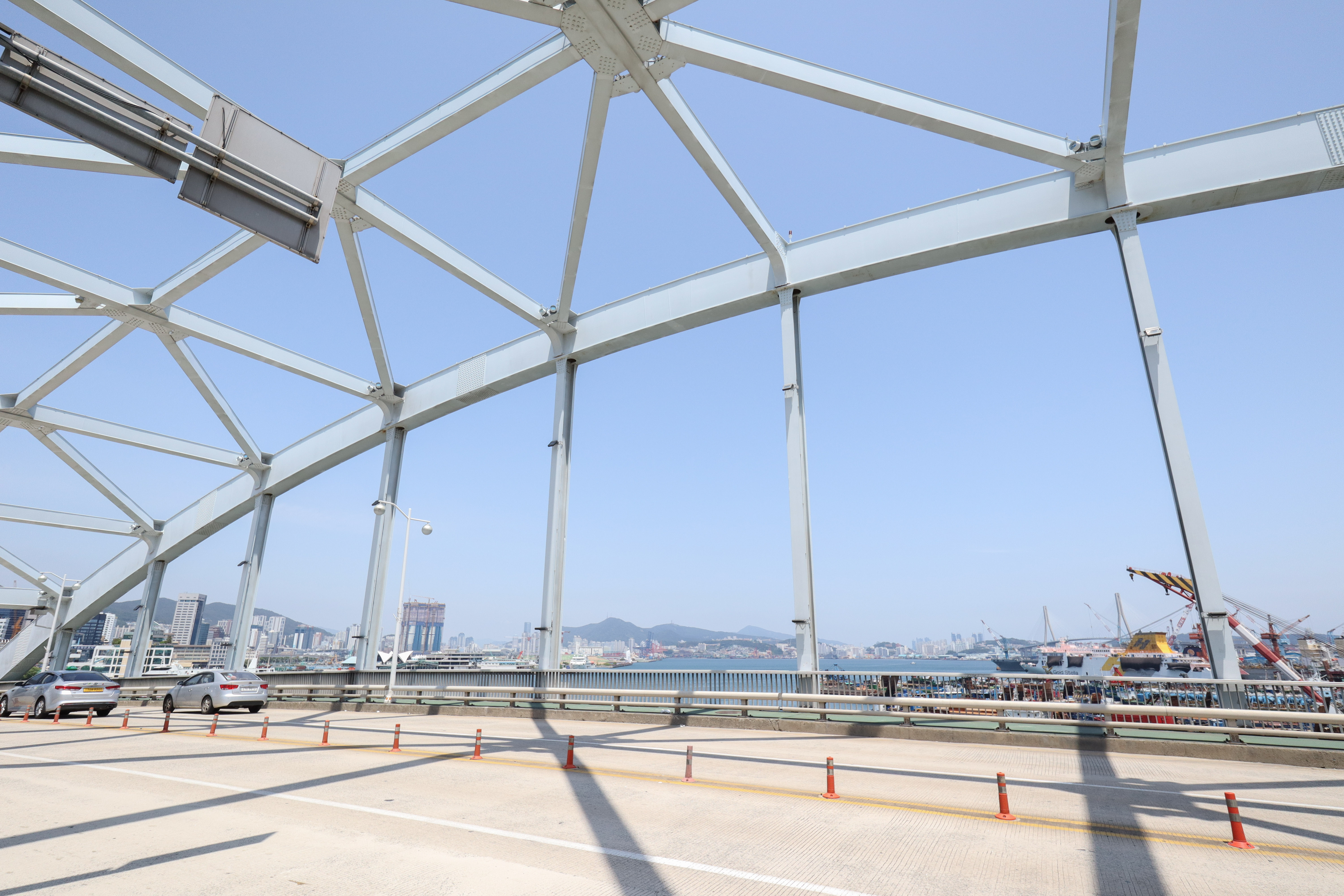

## 같이 보기
- 부산항
- 북항 재개발
- 대한민국의 호텔 목록
- 대한민국의 마천루 목록
- 부산광역시의 마천루 목록